# Дунаєвка (Калінінградська область)
Дунаєвка (рос. Дунаевка) — селище Зеленоградського району, Калінінградської області Росії. Входить до складу Ковровського сільського поселення.
Населення — 128 осіб (2015 рік).

## Населення
| 2002 | 2010 |
| ---- | ---- |
| 143  | ↘128 |